# پیشونی‌سفید ۲
پیشونی سفید ۲ فیلمی به کارگردانی، نویسندگی و تهیه‌کنندگی سید جواد هاشمی محصول سال ۱۳۹۶ است. این فیلم دومین قسمت از سه گانهٔ اختاپوس و دنباله اختاپوس (آهوی پیشونی سفید) است و در تاریخ ۱۸ مهر ۱۳۹۷ درسینماهای ایران اکران شده‌است. دنباله این قسمت با نام پیشونی سفید ۳ در سال ۱۳۹۷ ساخته شده‌است.

## داستان فیلم
اختاپوس از درون یک غار امورات قلعه را فرمانروایی می‌کند. او برای به دام انداختن آهوها و نوشیدن عصارهٔ تن آن‌ها بل‌بله را به خدمت گرفته‌است، اما آهوها با نقشهٔ پیشونی‌سفید از قلعه فرار می‌کنند. از سوی دیگر، مادر آهوی پیشونی‌سفید برگشته تا آهو را از سالار، یعنی پدرخوانده‌اش، پس بگیرد و پیشونی‌سفید به دلیل رنجش از سالار، می‌خواهد نزدِ مادرش بازگردد، اما….

## بازیگران
- ترلان پروانه در نقش آهوی پیشونی سفید
- پژمان بازغی در نقش بلبله ولوله شاخ کوتاه
- لیلا اوتادی در نقش آهوی پیشونی طلا(عفریته)
- محمدرضا شریفی‌نیا در نقش سالار
- ارسلان قاسمی در نقش میمون پنجه طلا
- امیر غفارمنش در نقش گرگی/الاغ
- هومن حاجی‌عبداللهی در نقش روبی/گاو
- ساغر عزیزی در نقش اختاپوس
- حسام نواب‌صفوی در نقش ببر
- سید جواد هاشمی در نقش پیر استاد
- امیررضا احمدی در نقش فلفلی
- امیر سهیلی در نقش خرسنبو(خرس پلیس)
- ابراهیم شفیعی در نقش پیر کفتار مرگ
- یوسف طاهریان در نقش قاضی
- داریوش پیرو در نقش دکتر بزی (دکتر اختاپوس)